# Charlie Chan en Égypte
Pour plus de détails, voir Fiche technique et Distribution.
Charlie Chan en Égypte (titre original : Charlie Chan in Egypt) est un film américain réalisé par Louis King, sorti en 1935.

## Fiche technique
- Titre : Charlie Chan en Égypte
- Titre original : Charlie Chan in Egypt
- Réalisation : Louis King
- Scénario : Robert Ellis et Helen Logan
- Photographie : Daniel B. Clark
- Montage : Alfred DeGaetano
- Direction musicale : Samuel Kaylin (en)
- Direction artistique : Duncan Cramer (en), William S. Darling et Walter Koessler
- Costumes : Helen A. Myron et Sam Benson
- Producteurs : Edward T. Lowe Jr. et Sol M. Wurtzel
- Société de production : Fox Film Corporation
- Pays d'origine :  États-Unis
- Format : Noir et blanc — 35 mm — 1,37:1 — Son : Mono (Western Electric Noiseless Recording)
- Genre : Film policier
- Durée : 73 minutes (1 h 13)
- Dates de sortie : 
  -  :  États-Unis : 21 juin 1935

## Distribution
- Warner Oland : Charlie Chan
- Pat Paterson : Carol Arnold
- Thomas Beck : Tom Evans, Archéologue
- Rita Hayworth (sous le nom de Rita Cansino) : Nayda
- Jameson Thomas : Dr. Anton Racine
- Frank Conroy : Professeur John Thurston
- Nigel De Brulier : Edfu Ahmad
- Paul Porcasi : Inspecteur Fouad Soueida
- Arthur Stone : Dragoman
- James Eagles : Barry Arnold
- Frank Reicher : Dr. Jaipur
- George Irving : Professeur Arnold
- John Davidson : Daoud Atrash, chimiste
- John George : Harip